# Dolichoderus gibbifer
Dolichoderus gibbifer é uma espécie de formiga do gênero Dolichoderus.